# HD 107655
HD 107655，又名BD+25 2498，SAO 82271、HR 4705，是一颗恒星，视星等为6.19，位于銀經231，銀緯83.02，其B1900.0坐标为赤經12h 17m 9.2s，赤緯+25° 83.02′ 43″。